# Équipe d'Islande des moins de 19 ans de football
Maillots
L'équipe d'Islande de football des moins de 19 ans est constituée par une sélection des meilleurs joueurs islandais de 19 ans et moins sous l'égide de la Fédération islandaise de football, la KSI.

## Historique
L'Islande -19 n'a jamais brillé en compétition internationale.
L'équipe prend part aux qualifications du Championnat d'Europe des moins de 19 ans. 
Cette compétition, qui mettait auparavant aux prises les équipes européennes des moins de 18 ans lors du Tournoi Junior de la FIFA, se déroule chaque année depuis 1949.
L'Islande dispute ses premières qualifications en 1970, afin de participer au tournoi de 1971.
Les premiers temps sont difficiles, puisque très peu d'Islandais évolue alors en Europe continentale, encore moins chez les jeunes. 
À l'époque, la compétition (qui regroupe encore les moins de 18 ans) se déroule en trois étapes : un tour de barrages en match unique aller-retour ou par groupe de trois, puis une phase de poule pour les vainqueurs (quatre groupes) et enfin la compétition à proprement parler, qui débute directement par les demi-finales dans le pays organisateur.
Si les jeunes islandais franchissent régulièrement le tour de barrages, ils ne sortent jamais des groupes. À noter qu'Atli Eðvaldsson, Ásgeir Sigurvinsson ou encore Arnor Gudjohnsen disputent quelques matchs dans les années 70.
En 1986 le format change, passant en une phase de qualification qui voit les équipes s'affronter en huit groupes de quatre, les huit vainqueurs se qualifiant pour le championnat.
Cette nouvelle forme d'éliminatoires n'arrange pas l'Islande, qui ne parvient toujours pas à décrocher de qualification, et ce malgré la présence de Runar Kristinsson, Ríkharður Daðason ou Arnar Grétarsson.
Les années 90 sont à peine meilleures. 
Avec le retour des deux phases de barrages pré-compétition, l'Islande passe près de la qualification à plusieurs reprises, sans jamais réussir à valider son billet.
Tandis qu'émergent notamment Eidur Gudjohnsen, Heidar Helguson ou encore Brynjar Gunnarsson, il faut attendre 1997 pour que les insulaires participent au tournoi, qui est organisé chez eux. Ils ne prennent donc pas part aux qualifications.
Lors de la phase finale, ils sont opposés dans leur groupe à l'Espagne, au Portugal et à la Hongrie. 
Les hôtes de la compétition terminent troisième de la poule, après avoir tenu tête à l'Espagne (1-1) et la Hongrie (2-2). C'est la France qui remporte la compétition grâce à un but de Louis Saha en finale.
Depuis 2002, le format propose un premier tour de qualification comprenant treize groupe de quatre équipe qui s'affrontent une fois, et dont les deux premiers (ainsi que le meilleur troisième et le qualifié d'office) se qualifient pour le second tour appelé Elite Round.
Les vainqueurs des sept groupes de l'Elite round rejoignent le pays organisateur pour débuter à proprement parler la Phase finale, qui voit donc s'affronter huit équipe réparties en deux groupes.
Les jeunes islandais ne sont jamais parvenu à atteindre la Phase finale. Leurs meilleurs performance sont l'accession à l'Elite Round en 2007/2008, 2008/2009 et 2013/2014.
En 2014/2015, l'équipe est déjà hors course pour le second tour, à la suite de ses trois défaites du premier tour. À la suite de cela, le sélectionneur Kristinn Rúnar Jónsson (en partance pour Fram) est remplacé par l'ex-international Þorvaldur Örlygsson.

## Sélectionneurs
| Années    | Nom                    | Nationalité |
| --------- | ---------------------- | ----------- |
| 1970      | Örn Steinsen           | Islandais   |
| 1971      | Hreiðar Ársælsson      | Islandais   |
| 1972-1973 | ?                      | ?           |
| 1974      | Albert Eymundsson      | Islandais   |
| 1975-1991 | Lárus Loftsson         | Islandais   |
| 1991      | Hörður Óskar Helgason  | Islandais   |
| 1992-2006 | Guðni Kjartansson      | Islandais   |
| 2007-2014 | Kristinn Rúnar Jónsson | Islandais   |
| 2015-     | Þorvaldur Örlygsson    | Islandais   |

## Joueurs

### Effectif
Voici la liste de joueurs islandais convoqués pour les matchs de qualification au Championnat d'Europe des moins de 19 ans 2015 face à la Turquie (3-7), la Croatie (1-4) et l'Estonie (0-3), les 7, 9 et 12 octobre 2014.
Sélections et buts actualisés après ces trois matchs, selon le site internet de la fédération islandaise
| N°: | Pos: | Nom:                        | Date de naissance: | Sélections | Buts | Club:                  |
| --- | ---- | --------------------------- | ------------------ | ---------- | ---- | ---------------------- |
|     | GB   | Hlynur Örn Hlödversson      | 12 mai 1996        | 6          | 0    | Breiðablik             |
|     | GB   | Sindri Kristinn Ólafsson    | 19 janvier 1997    | 1          | 0    | ÍBK Keflavík           |
|     |      |                             |                    |            |      |                        |
|     | DF   | Samúel Kári Fridjónsson     | 22 février 1996    | 20         | 3    | Reading FC             |
|     | DF   | Gauti Gautason              | 15 mars 1996       | 8          | 0    | KA                     |
|     | DF   | Sindri Scheving             | 19 novembre 1997   | 5          | 0    | Reading FC             |
|     | DF   | Bjarki Þór Hilmarsson       | 12 mai 1996        | 5          | 0    | Breiðablik             |
|     | DF   | Bjarki Þór Viðarsson        | 22 juin 1997       | 5          | 0    | KA                     |
|     |      |                             |                    |            |      |                        |
|     | ML   | Alexander Helgi Sigurðarson | 8 avril 1996       | 8          | 1    | AZ Alkmaar             |
|     | ML   | Sindri Pálmason             | 24 janvier 1996    | 8          | 0    | Esbjerg                |
|     | ML   | Albert Guðmundsson          | 15 juin 1997       | 6          | 1    | SC Heerenveen          |
|     | ML   | Orri Sveinn Stefánsson      | 20 février 1996    | 3          | 0    | Fylkir                 |
|     | ML   | Ari Már Andrésson           | 11 novembre 1996   | 3          | 0    | Njarðvík               |
|     | ML   | Eiríkur Stefánsson          | 1er décembre 1996  | 3          | 0    | Vikingur R.            |
|     | ML   | Aron Freyr Róbertsson       | 24 avril 1996      | 3          | 1    | Njardvik               |
|     | ML   | Ari Steinn Guðmundsson      | 31 décembre 1996   | 2          | 0    | ÍBK Keflavík           |
|     |      |                             |                    |            |      |                        |
|     | AT   | Magnús Pétur Bjarnason      | 26 janvier 1996    | 6          | 0    | BÍ/Bolungarvík         |
|     | AT   | Óttar Magnús Karlsson       | 21 février 1997    | 4          | 1    | Ajax Amsterdam         |
|     | AT   | Ragnar Már Lárusson         | 9 juin 1997        | 3          | 0    | Brighton & Hove Albion |